# Истмийски игри
Истмийските игри са общогръцки спортен и религиозен фестивал, провеждан на всеки 2 години между игрите в Олимпия и Делфи. Мястото на игрите е в свещения елов лес пред големия храм на Посейдон на морския бряг на Коринтския провлак (Истмус). Състезанията били посветени на бог Посейдон.
Организатори са коринтяните (те били и арбитри на състезанията), но сред всички посетители атиняните заемат привилегировано място. Игрите се провеждали през пролетта. По време на игрите свещеното примирие не се спазвало така строго както при Олимпийските игри, например. Но въпреки това дори в своя разгар е временно прекратена Пелопонеската война. Игрите траят няколко дни, по време на които се провеждат състезания по борба, бягане, бой с юмруци, хвърляне на диск и копие, надбягване с колесници. Също така се осъществяват и музикални състезания. Отначало наградата за победителите е венец от борови клонки, но още преди времето на Пиндар е заменена с венец от див кервиз или ела, с вплетени в него елови клонки. Според Павзаний „в светилището на бога се редуват подредени статуи на атлети, победители в Истмийските игри, с посадени в редица борови дървета, повечето от които се изправят стройно нагоре“
Съществуват няколко мита за създаването на Истмийските игри. Единият разказва за гонитбата на кадмовата дъщеря Ино и нейния съпруг Атамант. Ино се хвърлила в морето със своя син Меликерт, след което се превърнала в морската богиня Левкотея. Друг мит сочи Тезей за основател на игрите заради победата му над Синид (Скирон). Разбойникът завързвал ръцете и краката на минувачите за върховете на две ели, след което пускал клоните на дърветата и така ги погубвал. Но Скирон намерил смъртта си по същия начин, надхитрен от Тезей. Според трети мит Истмийските игри са учредени от Посейдон и Хелиос след края на техния спор относно властта над провлака.